# TrTCM

trTCM（Two Rate Three Color Marker，RFC 2698）是一種區分服務流量的調節機制。
trTCM 藉由測量網路流量，並依照兩種速率（最高傳輸速率（PIR）、最低保證速率（CIR）），三種顏色（綠、黃、紅），來決定傳輸的優先權。
另外一份配套文件 SrTCM（RFC 2697）描述封包在一種速率三種顏色的標示方式。

## 兩種速率
- 最高傳輸速率（Peak Information Rate，PIR）:此網路可達到的最高速率（在沒有網路擁塞的情況下）。
- 最低保證速率（Committed Information Rate，CIR）:此網路的最低保證速率（在網路擁塞的情況下）。

## 三種顏色
- 紅:被標示為紅色的封包有很高的機率會被丟棄。
- 黃:被標示為黃色的封包會盡可能的被傳送出去。
- 綠:被標示為綠色的封包只有很低的可能會被丟棄。

## 兩種模式
不辨別進來封包的顏色（Color-blind Mode）
1. 只要流量超過PIR，皆標示為紅色。
2. 只超過CIR，標示為黃色。
3. 都沒超過，標示為綠色。

先看顏色再看頻寬（Color-aware Mode）
1. 如果進來的封包為紅色，或超過PIR，都標記為紅色。
2. 如果進來的封包為黃色，或超過CIR，都標記為黃色。
3. 其餘標示為綠色。